# Sphallotrichus bidens
Sphallotrichus bidens là một loài bọ cánh cứng trong họ Cerambycidae.